# مفهوم قانون
مفهوم قانون (به انگلیسی: The Concept of Law)، کتابی است نوشته فیلسوف حقوق هربرت لیونل آدولفوس هارت که در سال ۱۹۶۱ منتشر شده و مشهورترین اثر هارت است. مفهوم قانون، نظریه پوزیتیویسم حقوقی هارت را ارائه می‌کند. این دیدگاه که قوانین، قوانینی هستند که توسط انسان‌ها ساخته می‌شوند و هیچ ارتباط ذاتی یا ضروری بین قانون و اخلاق در چارچوب فلسفه تحلیلی وجود ندارد. هارت به‌دنبال ارائه نظریه‌ای از جامعه‌شناسی توصیفی و فقه تحلیلی بود. این کتاب به تعدادی از موضوعات فقهی سنتی از جمله ماهیت حقوق، قواعد بودن قوانین و رابطه حقوق و اخلاق می‌پردازد. هارت با قرار دادن قانون در یک بافت اجتماعی به این‌ها پاسخ می‌دهد و در عین حال توانایی تحلیل دقیق اصطلاحات حقوقی را که در واقع «فقه انگلیسی را از خواب خوش بیدار می‌کند» را ترک می‌کند.
کتاب هارت «یکی از تأثیرگذارترین متون فلسفه حقوق تحلیلی» و همچنین «موفق‌ترین اثر قضایی تحلیلی که تا به حال در جهان حقوق رایج ظاهر شده‌است» باقی مانده‌است. به گفته نیکولا لیسی، مفهوم قانون «۴۰ سال پس از انتشار آن همچنان مرجع اصلی آموزش دانش نظری حقوق تحلیلی است و در کنار نظریه ناب قانون کلسن و نظریه عمومی قانون و دولت، نکته‌هایی برای تحقیق فقهی در سنت تحلیلی» دارد.

## سایر فیلسوفان فقهی
- جان آستین
- رونالد دورکین
- دانکن کندی
- جان فینیس
- جرمی بنتام
- ماکس وبر
- هانس کلسن
- کارل اشمیت